# Самум
Самум (на арабски: سموم; samūm – зноен вятър) е местно название на сухи и горещи ветрове, обичайно от запад и югозапад, в пустините на Северна Африка и арабския полуостров. Има характер на силна краткотрайна буря, като често се съпровожда с пренос на големи количества пясък и прах, като образува пясъчно-прашни бури. Най-често самумът се наблюдава през пролетта и лятото.